# Bisanthe lagrecai
Bisanthe lagrecai es una especie de mantis de la familia Mantidae.

## Distribución geográfica
Se encuentra en Transvaal (Sudáfrica) y Zimbabue.